# Inka-Mastino-Fledermaus

Verbreitungsgebiet der Inka-Mastino-Fledermaus

Die Inka-Mastino-Fledermaus (Mormopterus phrudus) ist ein in Peru verbreitetes Fledertier in der Gattung der Mastino-Fledermäuse. Sie ist eng mit der Kalinowski-Mastino-Fledermaus (Mormopterus kalinowskii) verwandt.

## Merkmale
Die Art erreicht eine Kopf-Rumpf-Länge von etwa 50 mm und eine Schwanzlänge von ungefähr 30 mm. Sie hat etwa 8 mm lange Hinterfüße und 13 bis 14 mm lange Ohren. Das Fell ist oberseits kasslerbraun und unterseits nussbraun, bis auf die weißliche Kehle. Diese Fledermaus hat im Oberkiefer pro Seite einen Schneidezahn, einen Eckzahn, zwei prämolare Zähne und drei molare Zähne. Im Unterkiefer kommt ein zusätzlicher Schneidezahn pro Seite vor. Der Kopf ist durch leicht gefaltete Lippen mit stachligen Haaren an der Oberlippe sowie durch dünne abgerundete Ohren gekennzeichnet. An der Kehle ist eine Drüse vorhanden. Die Ohren und die Flughäute sind schwarzbraun gefärbt.

## Verbreitung und Lebensweise
Die Inka-Mastino-Fledermaus ist nur aus einem kleinen Gebiet in den Anden in der Nähe von Machu Picchu bekannt. Sie lebt auf 1800 bis 3000 Meter Höhe. Die Exemplare bewohnen vermutlich Bergwälder. Sie ruhen in Höhlen und in Felsspalten.

## Gefährdung
Das bekannte Verbreitungsgebiet ist eine Schutzzone. In der Umgebung praktizierte Brandrodungen können sich negativ auswirken. Bis zum Jahr 2015 waren nur neun Exemplare bekannt. Die IUCN listet die Art als gefährdet (vulnerable). In der Roten Liste gefährdeter Arten von Peru wird sie jedoch als vom Aussterben bedroht (critically endangered) gelistet.